# Husband and Wife
Husband and Wife er en amerikansk stumfilm fra 1916 af Barry O'Neil.

## Medvirkende
- Ethel Clayton som Doris Baker
- Holbrook Blinn som Richard Baker
- Madge Evans som Bessie
- Montagu Love som Patrick Alliston
- Emmett Corrigan som Ralph Knight